# Мойковский, Владимир Игоревич
Владимир Игоревич Мойко́вский (род. 1947) — российский актёр театра, заслуженный артист Карельской АССР (1990), Заслуженный артист Российской Федерации (1994), Народный артист Республики Карелия (2007).

## Биография
Родился в семье служащих.
После окончания в 1969 году актёрского факультета Ленинградского института театра, музыки и кино (курс Л. Вивьена, Н. Микеладзе) был зачислен в труппу Русского драматического театра Карельской АССР (Петрозаводск), где проработал до 1988 года.
С 1985 года участвовал в создании театра «Творческая Мастерская» (Петрозаводск), с 1988 года — актёр этого театра.
В. И. Мойковским сыграно более 150 ролей.
Основные роли:
- Пашка (А. Вампилов «Прошлым летом в Чулимске», 1973)
- Чувалов (Б. Васильев «Не стреляйте в белых лебедей», 1975)
- Мастер (М. Булгаков «Мастер и Маргарита», 1986)
- Михаил Пряслин (Ф. Абрамов «Дом», 1986)
- Авдий, Бостон (Ч. Айтматов «Плаха», 1988)
- Иуда (И. Иредыньский «Прощай, Иуда», 1989)
- Иван (Б. Шергин «Дураково поле», 1994)
- Войницкий (А. П. Чехов «Дядя Ваня», 1996)
- Подколёсин (Н. В. Гоголь «Женитьба», 1997)
- Гусь (М. А. Булгаков «Зойкина квартира», 1998)
- Солёный (А. П. Чехов «Три сестры», 1998)
- ряд водевильных ролей-масок (А. Аверченко «Странные игры для взрослых детей», 1999)
- Бернард (М. Камолетти «Пижама для шестерых», 1999)
- Василий Сергеевич (И. Грекова, П. Лунгин «Вдовий пароход», 2000)
- Капитан Лебядкин (Ф. М. Достоевский «Бесы», 2001)
- Фирс (А. П. Чехов «Вишнёвый сад», 2002)
- Сосед (М. Ладо «Очень простая история», 2004)
- Управляющий гостиницей (Р. Куни «№ 13», 2004)
- Дворник, Продавец шаров, он же Ангел с нечётным номером (И. Жукова «Ангел с нечётным номером», 2004)
- Нил Стратоныч Дудукин (А. Н. Островский «Без вины виноватые», 2005)
- Отец (Ж. Ануй «Эвридика», 2006)
- Фёдор Павлович Карамазов (А. Тупиков «Чисто российское убийство» по мотивам произведений Артура Конан Дойла и Ф. М. Достоевского, 2006)
- Сганарель (Ж.-Б. Мольер «Дон Жуан», 2007)
- ряд персонажей в спектакле по пьесе О. Богаева «Марьино поле», 2008
- Философ ("Сны… " сценическая фантазия А. Тупикова по прозе Ф. М. Достоевского, 2010)
- ряд персонажей в спектакле «День человеческий» по рассказам Аркадия Аверченко, 2011
- Генерал Епанчин (Н. Климонтович «Настасья Филипповна» по мотивам романа Ф. М. Достоевского «Идиот», 2014)

## Фильмография
- 2017 — Отец (короткометражный)
- 2016 — Ананас — сосед
- 2014 — Чужой — Илья Кнутов («Кнут»), вор в законе
- 2011 — Дорогой мой человек — Аверьянов
- 2007 — Гончие — Валерий Куматов («Ферзь»), криминальный авторитет
- 2004 ― Тайны следствия-4 ― Арсений Карлович Штольц, ювелир